# Číňovský mlýn
Číňovský mlýn v Číňově v okrese Louny je zaniklý vodní mlýn, který stál na řece Ohře. V letech 1958–2010 byl chráněn jako nemovitá kulturní památka České republiky.

## Historie
Mlýn pravděpodobně pocházel z 18. století. Je vyobrazen na Císařských povinných otiscích z roku 1843. Byl zbořen a na místě zůstalo pouze několik torzálních zdí; podle údaje v rozhodnutí o zrušení zápisu došlo k demolici v roce 1967.

## Popis
Mlýn tvořilo několik budov severovýchodně od Číňova. Voda na vodní kolo vedla náhonem od jezu na Ohři a odtokovým kanálem se vracela zpět do řeky. V roce 1930 zde byla 2 kola na spodní vodu (průtok 2.284 m³/s, spád 1 m, výkon 9,6 k).